# 杰克逊县 (亚拉巴马州)
傑克遜縣（英語：Jackson County）是位於美國亞拉巴馬州東北部的一個縣，東鄰喬治亞州，北鄰田納西州。面積2,918平方公里。根据美國2000年人口普查，共有人口53,926人。縣治斯科茨博罗（Scottsboro）。
成立於1819年12月13日，縣名是紀念美國第七任總統安德魯·傑克森。